# Porter Wagoner
Pour les articles homonymes, voir Wagoner.
Porter Wagoner (né le 12 août 1927 à West Plains (Missouri), États-Unis et mort le 28 octobre 2007 Nashville, États-Unis), est un chanteur de country américain.

## Biographie
Il a collaboré avec la chanteuse Dolly Parton. Leur rupture professionnelle a inspiré à celle-ci la ballade I Will Always Love You, devenue un classique de la musique populaire américaine.
Il est hospitalisé le 19 octobre 2007 dans un état grave. Le 21 octobre, son porte-parole annonce qu'il lui a été diagnostiqué un cancer du poumon. Le 26 octobre, il quitte l'hôpital mais meurt deux jours plus tard à Nashville dans le Tennessee.

## Discographie
- 1956 : Satisfied Mind (RCA/Longhorn)
- 1956 : Company's Comin'
- 1962 : A Slice Of Life-Songs Happy 'N' Sad
- 1962 : Porter Wagoner & Skeeter Davis Sing Duets
- 1963 : The Porter Wagoner Show
- 1963 : Y'All Come
- 1964 : Porter Wagoner In Person
- 1965 : The Bluegrass Story
- 1965 : Old Log Cabin For Sale
- 1965 : The Thin Man From The Plains
- 1966 : Your Old Love Letters (& Other Country Hits)
- 1966 : Live, On The Road-The Porter Wagoner Show
- 1966 : Confessions Of A Broken Man
- 1966 : I'm Day Dreamin' Tonight
- 1967 : Soul Of A Convict And Other Great Prison Songs
- 1967 : The Cold Hard Facts Of Life
- 1967 : Porter Wagoner Sings Ballads Of Heart & Soul
- 1968 : Just Between You And Me
- 1968 : The Bottom Of The Bottle
- 1968 : Green Green Grass Of Home
- 1968 : Just The Two Of Us
- 1969 : Country Feeling
- 1969 : The Carroll County Accident
- 1969 : Me And My Boys
- 1969 : Always, Always
- 1970 : Howdy, Neighbor, Howdy
- 1970 : You Got-ta Have A License
- 1970 : Once More
- 1971 : Two Of A Kind
- 1971 : Simple As I Am
- 1971 : Porter Wagoner Sings His Own
- 1971 : Blue Moon Of Kentucky
- 1972 : The Right Combination/Burning The Midnight Oil
- 1972 : What Ain't To Be, Just Might Happen
- 1972 : Ballads Of Love
- 1972 : Together Always
- 1972 : Experience Porter Wagoner
- 1973 : We Found It
- 1973 : I'll Keep On Lovin' You
- 1973 : Love And Music
- 1973 : The Farmer
- 1973 : The Silent Kind
- 1974 : Tore Down
- 1974 : Porter 'N' Dolly
- 1974 : Highway Headin' South
- 1975 : Sing Some Love Songs-Porter Wagoner
- 1975 : Say Forever You'll Be Mine
- 1977 : Porter
- 1979 : Porter Wagoner Today
- 1982 : Down Home Country
- 1982 : Porter Wagoner-Natural Wonder
- 1982 : One for the Road (Fire)
- 1983 : Viva Porter Wagoner (Warner Bros.)
- 1984 : Love Shine (Astan)
- 1984 : Porter Wagoner and the Right Combination
- 1986 : Porter Wagoner (Dot)
- 1989 : Sorrow on the Rocks (MCA Nashville)
- 1993 : Sweet Harmony (Pair)
- 1994 : Heartwarming Songs (Hollywood)
- 1994 : Two Of A Kind (Pair)
- 1995 : Greatest Songs (Curb)
- 1996 : The Silent Kind (Special Music)
- 1996 : The Essential Porter Wagoner & Dolly Parton (RCA Nashville)
- 1997 : The Essential (BMG ARIS)
- 1998 : 20 Greatest Hits (TeeVee)
- 1998 : In Person (Koch Inter)
- 1999 : The Best Of The Best (King)
- 1999 : Grand Old Gospel (King)
- 1999 : More Grand Old Gospel (King)
- 2000 : A Rare Slice of Country (Jasmine)
- 2000 : The Thin Man from the West Plains (Bear Family)
- 2000 : Good Old Country (St. Clair)
- 2000 : The Best I've Ever Been (Shell Point)
- 2000 : Green, Green Grass of Home (Camden)
- 2002 : RCA Country Legends (Aris US)
- 2002 : Unplugged (Shell Point)
- 2002 : Dozen Golden Duets (Canada, Import)
- 2003 : Best Of The Best (Federal)
- 2003 : Two Golden Voices of Recitations (Gusto)
- 2003 : All American Country (Porter Wagoner & Dolly Parton) (BMG)
- 2003 : 22 Grand Old Gospel 2004 (TeeVee)
- 2004 : Something to Brag About (Gusto)
- 2005 : Greatest Hits (K-Tel)
- 2005 : King Of Country Gospel (Gusto)
- 2005 : 18 Grand Old Gospel 2005 (TeeVee)
- 2005 : The Country Collection (Australie, Import)
- 2005 : Misery Loves Company (Italie, Import)
- 2006 : Country Hit Parade (Direct Source)
- 2006 : Hall Of Fame
- 2006 : The Versatile (Gusto)
- 2006 : Gospel 2006
- 2006 : Country Music Ambassador (American Legends)
- 2007 : Wagonmaster (ANTI-)